# Nissan 370Z
La Nissan 370Z è una sportiva compatta con carrozzeria coupé o roadster prodotta dalla casa automobilistica giapponese Nissan Motor dal 2009 al 2020 presso lo stabilimento di Tochigi in Giappone.
Presentata al Salone dell'auto di Los Angeles nel 2008, il modello sostituisce in Europa ed America la Nissan 350Z mentre in Giappone viene venduta sotto la denominazione Fairlady Z e costituisce la sesta serie del famoso modello che sostituì la Datsun 240Z lanciata nel 1970.

## Il contesto
Il design è un'evoluzione della precedente 350Z leggermente più arrotondato e caratterizzato da inedite nervature nelle fiancate e nel frontale; sono stati completamente ridisegnati i fanali anteriori e posteriori che possiedono entrambi il medesimo stile a boomerang e tecnologia luminosa a Led. Il pianale di base completamente nuovo è stato sviluppato per adattarsi a vetture particolarmente sportive dotate della trazione posteriore e motorizzazioni potenti infatti sarà utilizzato anche dalla Infiniti G berlina e coupé, i crossover Infiniti EX e FX e la Nissan Skyline venduta esclusivamente in Giappone.

Il motore posto anteriormente trasmette la potenza al cambio anch'esso posizionato anteriormente che può essere sia manuale a 6 rapporti che automatico sequenziale a 7 marce, quest'ultimo sviluppato dai tecnici Nissan per i modelli lussuosi e sportivi, compresa la gamma Infiniti.

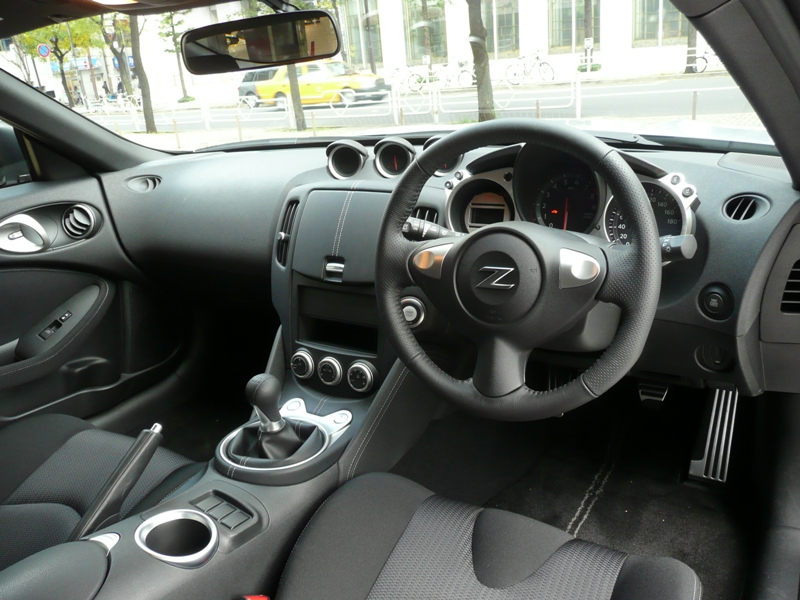
Gli interni di un esemplare giapponese in versione base

Gli interni esibiscono plastiche ritenute di buona qualità dalla clientela europea, la plancia con un andamento rivolto al guidatore possiede una strumentazione circolare rivestita d'alluminio. La zona centrale è composta dal vano portaoggetti ricoperto di pelle con cuciture colorate a seconda della vernice della carrozzeria, al di sopra trova alloggiamento una seconda strumentazione del tipo circolare a tre strumenti circondata anch'essa da alluminio e da plastiche morbide. Il climatizzatore e l'impianto stereo sono posti nella zona inferiore; i principali tasti, la presa per la connessione degli MP3 e i menu delle varie funzioni automatizzate sono riprese anche dalle sorelle Nissan Murano e Maxima.
La carrozzeria rispetto alla 350Z è leggermente più corta, di conseguenza il peso è diminuito grazie anche all'adozione dell'alluminio al posto dell'acciaio delle precedenti Z. Il coefficiente di resistenza aerodinamica possiede un valore pari a 0,30 che scende a 0,29 con il Pacchetto Sportivo offerto tra gli optional ma non ancora disponibile in Europa. Quest'ultimo aggiunge alla vettura un differenziale a slittamento limitato e nuovi spoiler anteriori e posteriori che aumentano la stabilità della vettura.
Il nome 370Z adottato per il mercato europeo ed americano è dovuto alla motorizzazione che possiede una cubatura di 3,7 litri e segue il filone di denominazioni introdotto dalla 350Z che adottava anch'essa un motore con la stessa cubatura indicata dal nome ovvero un 3,5 litri.

## La 370Z Coupé

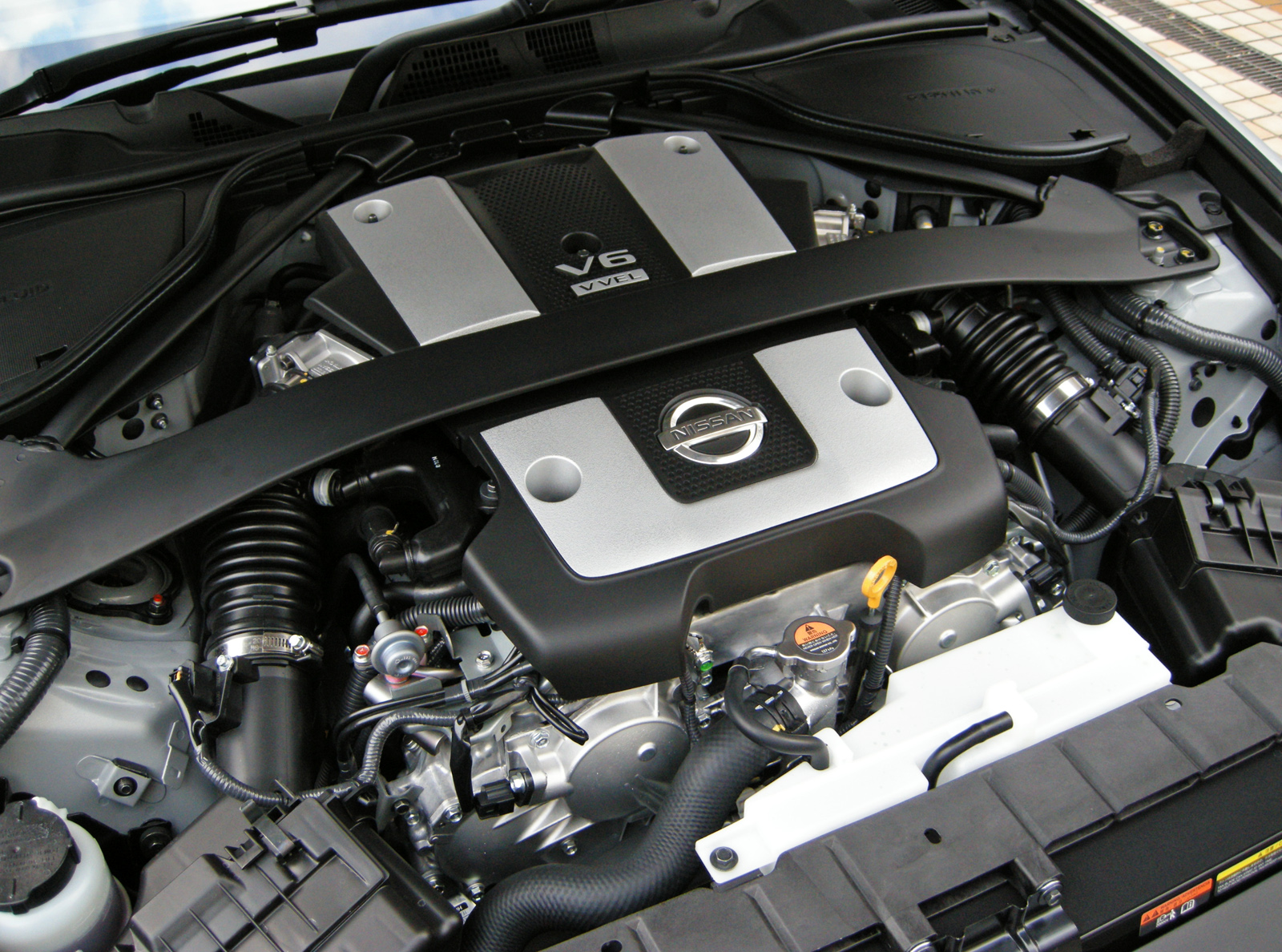
Il motore Nissan VQ37VHR da 3,7 litri V6 DOHC VVEL montato su una 370Z del 2008

Come la progenitrice la 370Z è stata presentata con carrozzeria coupé. Oltre ad essere la versione più venduta e apprezzata è anche la più pratica e sicura. La coda presenta l'ampio portellone che ospita un bagagliaio di 235 litri. La presenza dello spoiler posteriore garantisce una notevole stabilità in curva mentre l'abitacolo è configurato come un due posti. Il motore 3.7 V6 denominato VQ37VHR è totalmente nuovo e in alluminio, leggermente più leggero della precedente unità 3.5, sfrutta la tecnologia VVEL a doppia fasatura variabile delle valvole, la coppia è pari a 370 Nm a 5200 giri al minuto e dispone di 331 cavalli (243 kW) che permettono alla 370Z coupé di toccare i 250 km/h, per un'accelerazione da 0-100 km/h in 5,7 secondi, e di emettere 249 grammi di anidride carbonica ogni chilometro nel ciclo misto. Il consumo è pari a 9,5 km/l nel ciclo medio. Lo scarico possiede uno schema a Y.
Un'innovazione tecnologica presente sulla 370Z nelle versioni di punta è il sistema SynchroRev che ottimizza i cambi di marcia nelle scalate aumentando i giri del motore e non facendo slittare le ruote.
La coupé viene proposta in Italia in due allestimenti: Lev 1 e Lev 2. La dotazione di entrambe le versioni comprende il clima manuale, il controllo elettronico di stabilità, l'autoradio CD e MP3 con ingresso Aux, i fari bixeno, i poggiatesta attivi, controllo della trazione e ruotino di scorta oltre ai cerchi in lega da 18". La versione Lev 2 dispone del sistema SynchroRev di serie e può essere personalizzata con cerchi in lega da 19" forgiati, interni in pelle di camoscio color tabacco, navigatore satellitare e Pacchetto Luxury. Gli altri accessori come i sensori di parcheggio, il cambio automatico e la vernice metallizzata sono disponibili su entrambi gli allestimenti.

## La versione Roadster

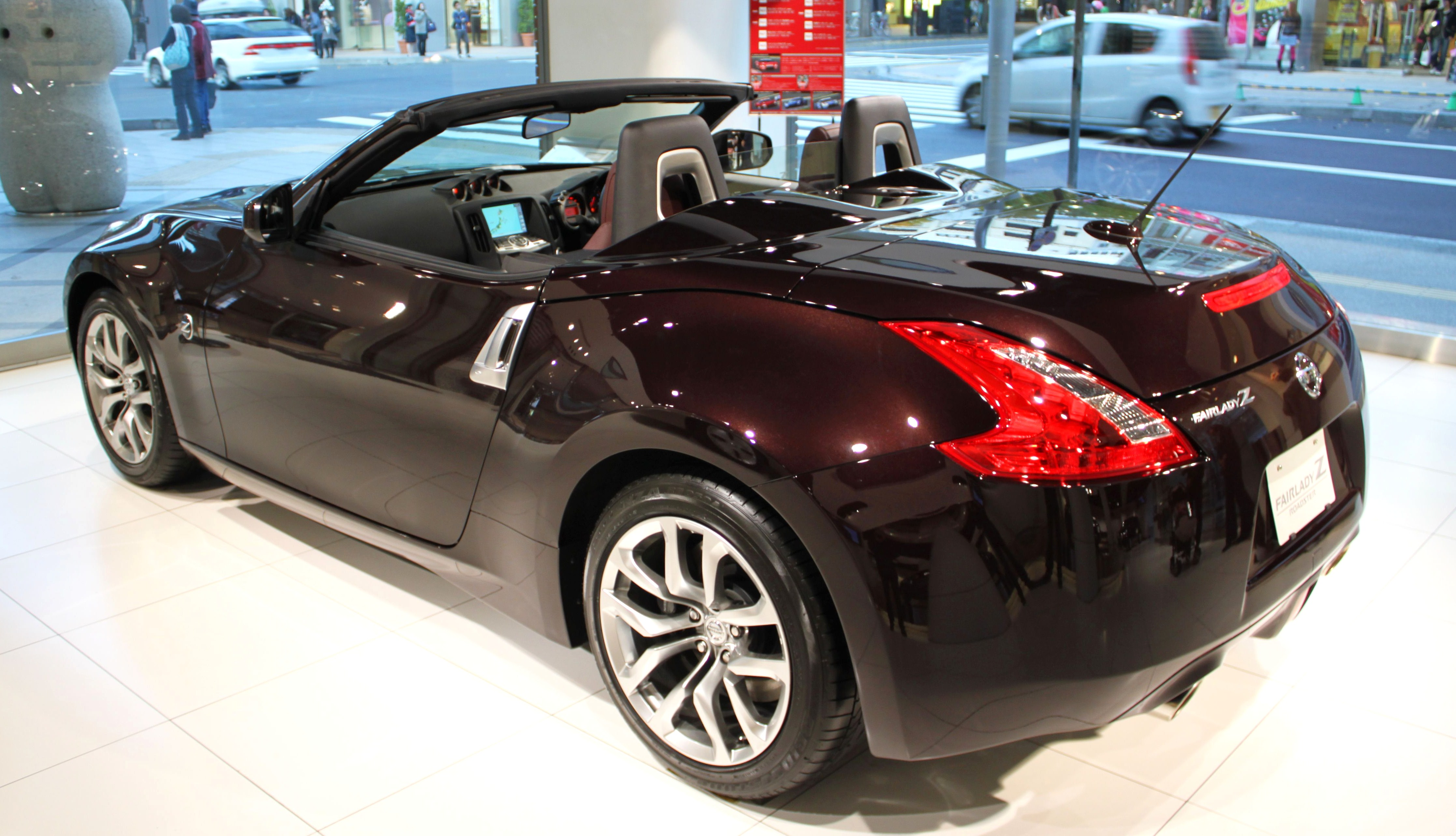
Posteriore di una 370Z Roadster con il tetto aperto

La 370Z roadster presentata al Salone Internazionale di New York nel 2009 sarà venduta solo dal 2010. Rispetto alla Coupé gli unici cambiamenti sono presenti nel tetto in stoffa ripiegabile elettricamente nell'apposito vano posteriore. È stata leggermente ridotta la capacità del baule. Invariati meccanica, trasmissione e motori.
La particolarità della 370Z Roadster è che, a differenza di altre auto cabrio derivate dalle relative coupé sportive, questa versione è stata sviluppata già in origine come una roadster pura in modo da evitare condivisioni inutili con il modello coupé e poterne contenere il peso, al contrario delle classiche roadster che hanno bisogno di pesanti rinforzi per sopperire all'assenza del tetto.

## La sportiva 370Z Nismo

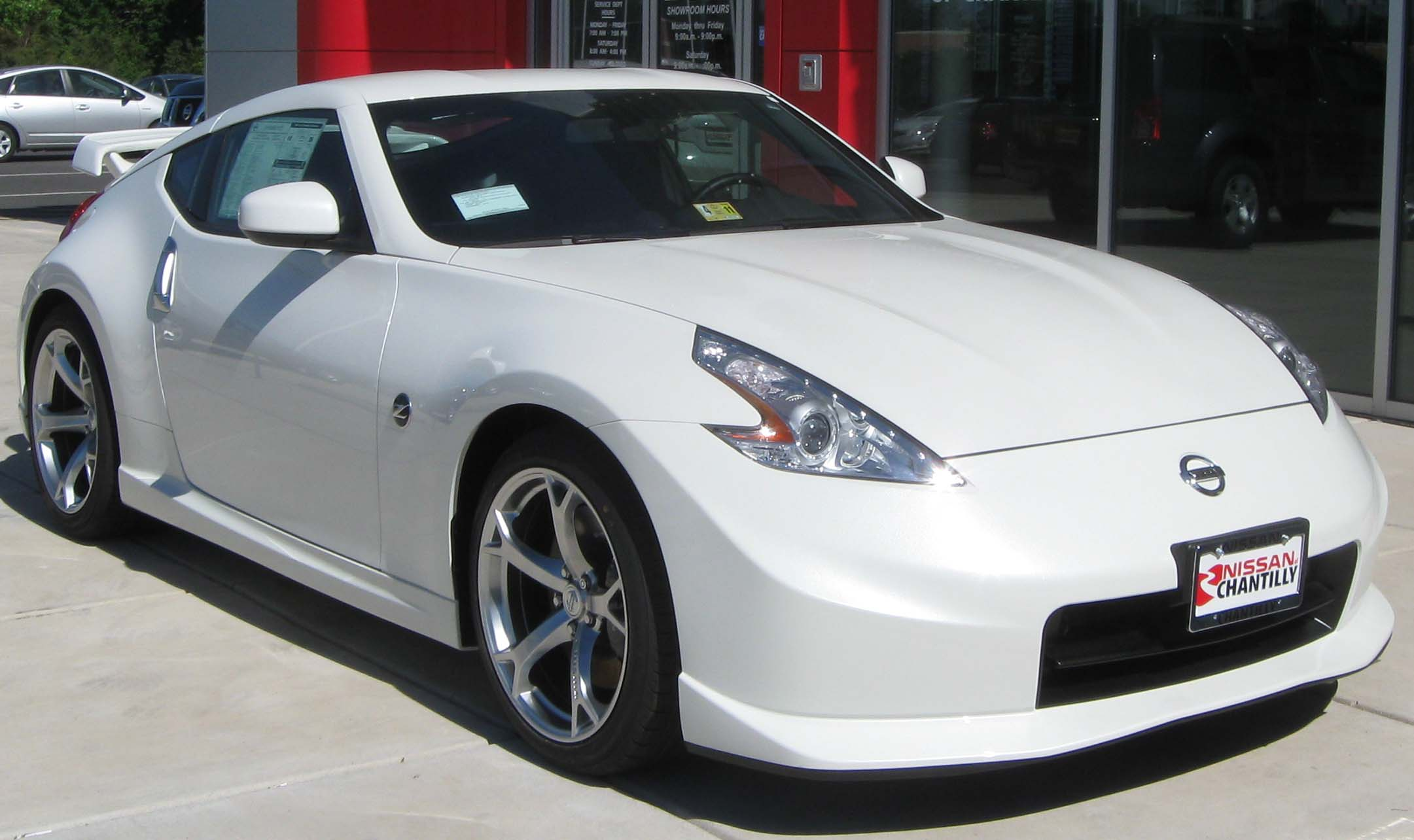
Nissan 370Z NISMO del 2010

La versione Nismo è stata introdotta nel giugno 2009 sui mercati giapponesi ed americani e si basa sulla meccanica della 370Z coupé. Le principali caratteristiche della Nismo sono concentrate nel motore che passa da una potenza originaria di 331, a 344 cavalli grazie alla differente mappatura delle centralina, alle prese aria maggiorate e allo scarico sportivo con schema ad H. Tale potenza è erogata a 7.400 giri al minuto con limitatore fissato a 7.500 giri/min per ragioni di "durata e preservazione" del motore. Il cambio è solo manuale a 6 marce con differenziale autobloccante e il sistema SynchroRev per ottimizzare le scalate. L'accelerazione nello 0 a 100 km/h avviene in soli 5,2 secondi.

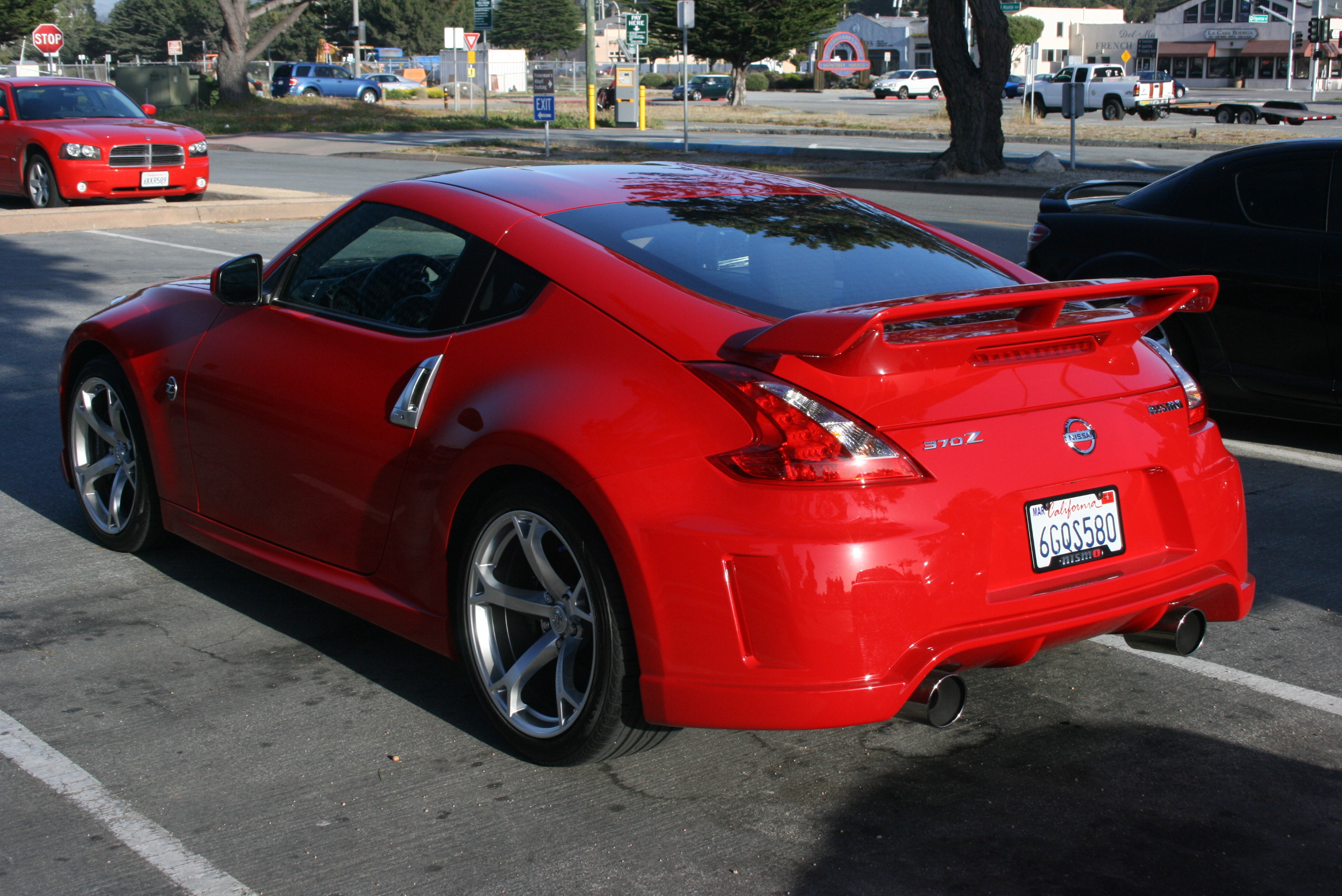
Posteriore di una Nissan 370Z Nismo

L'aerodinamica e le modifiche alla carrozzeria sono stati elaborate dalla Autech. I nuovi paraurti anteriori e posteriori aumentano la lunghezza complessiva della vettura di oltre 17 centimetri (arrivando a 4,43 metri) mentre è più larga di 1,5 centimetri a causa della nuova cerchiatura Rays forgiata da 19"a cinque razze, che calzano pneumatici forniti dalla Bridgestone denominati Potenza dalla misura di 245/40 al anteriore e 285/35 al posteriore. Rispetto ad una normale 370Z inoltre, la versione Nismo risulta 10 mm più bassa da terra e viene equipaggiata con ammortizzatori specifici, molle dedicate e un impianto frenante ad alte prestazioni.
Il disegno dei nuovi elementi è ispirato alla più grande e sportiva Nissan GT-R. Il peso della vettura è fissato tra i 1.470 e 1.500 kg mentre i consumi nonostante la maggior potenza sono rimasti invariati (9,5 km/l dichiarati dalla casa produttrice, Nissan).
L'assetto è stato irrigidito del 15% all'anteriore e del 50% al posteriore, ammortizzatori e sospensioni sono stati modificati nella taratura mentre lo sterzo e l'impianto frenante non hanno subito modifiche (quest'ultimo presenta pinze con 4 pistoncini anteriori).
Nel 2012, in occasione del restyling della versione "normale", La Nismo ha subito un lieve aggiornamento che comprende nuovi cerchi in lega a 5 razze da 19 pollici in alluminio forgiato con una finitura scura, rivisitazione dei componenti del sistema frenante, una serie di accessori opzionali come il Bose Premium Audio Package (con sei altoparlanti, Bluetooth Hands-Free Phone System, specchio interno antiabbagliante e HomeLink universale Transceiver), e l'opzione di avere una tinta di colore rosso chiamato "Magma Red".

### 370Z NISMO 2013

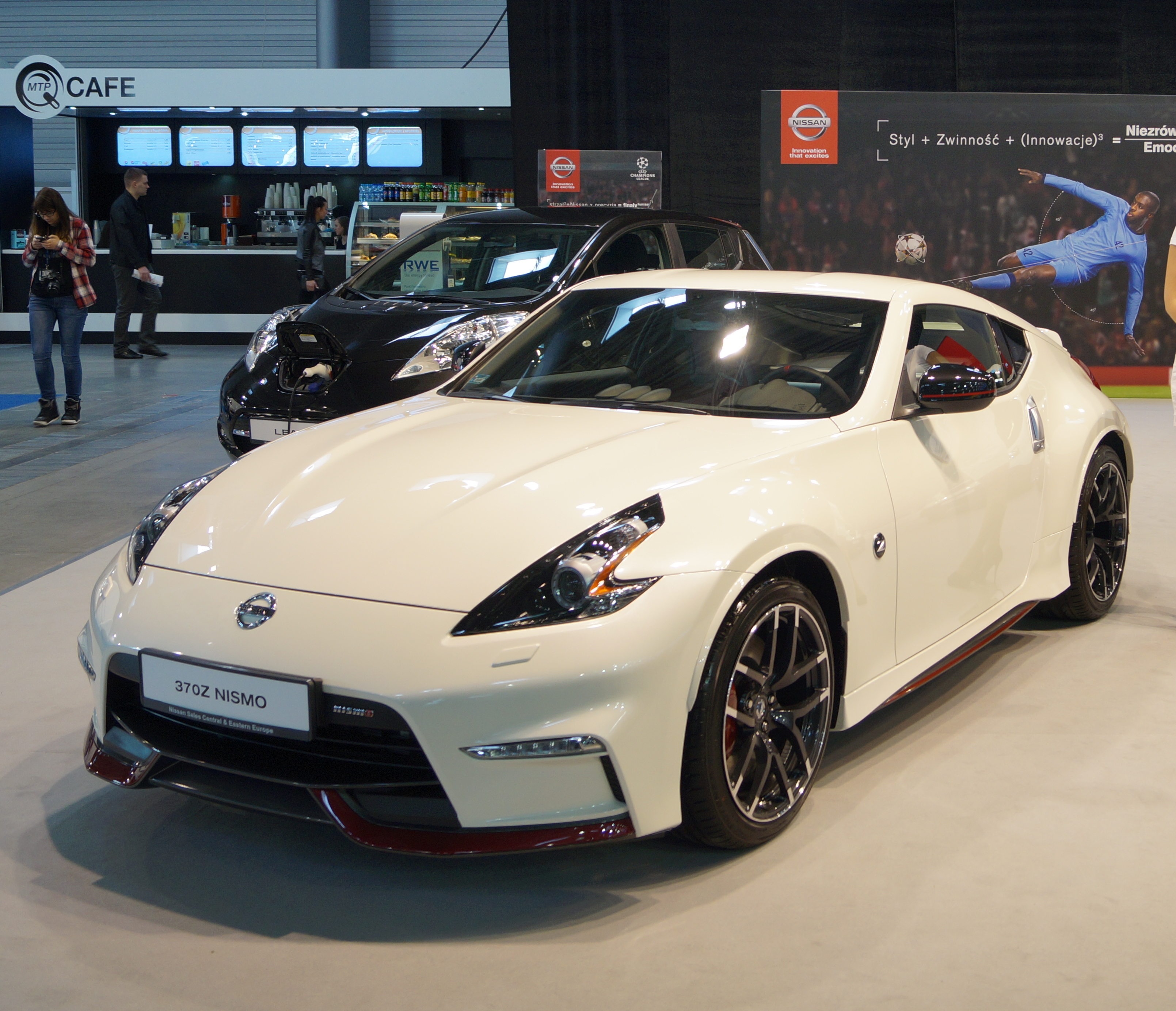
Nissan 370Z Nismo restyling 2013

Nel 2013, al Chicago Auto Show e in seguito sempre nello stesso anno al Salone di Ginevra, è stata presentata un aggiornamento della 370Z Nismo. Il motore non ha subito variazione ed eroga sempre la stessa potenza. Nell'aggiornamento è presente una nuova colorazione grigio scuro nelle fasce inferiori anteriori e posteriori dei paraurti, nelle minigonne laterali inferiori, negli specchietti laterali e nello spoiler posteriore, con ogni elemento (ad eccezione delle bandelle laterali) con accenni di colore rosso che richiama gli stilemi e le livree delle altre vetture Nismo, con l'aggiunta di un nuovo volante con finiture rosse in Alcantara.
Anche l'aerodinamica e l'assetto sono stati completamente rivisitati; la carrozzeria ora presenta dei paraurti modificati e dalla forma più allungata e elaborata, alettone posteriore fisso, minigonne maggiorate, abitacolo con finiture esclusive, sedili da corsa e cuciture rosse.
Dal punto di vista meccanico, la Nismo ha migliorato le sospensioni con una nuova taratura di molle posteriori e ammortizzatori. Il sistema frenante è composto da un impianto con pinze rosse a quattro pistoncini con dischi maggiorati e un sistema di tubazioni per olio dei freni specifico per migliorarne la reattività ai comandi e l'efficienza. Il cambio è un manuale a sei marce che presenta un sistema per l'ottimizzazione delle scalate denominato SynchroRev Match. Anche il comfort di bordo è stato migliorato e affinato per ridurne i rumori indesiderati, con una nuova tappezzeria e nuovi materiali insonorizzanti nei passaruota posteriori.

## Restyling 2013

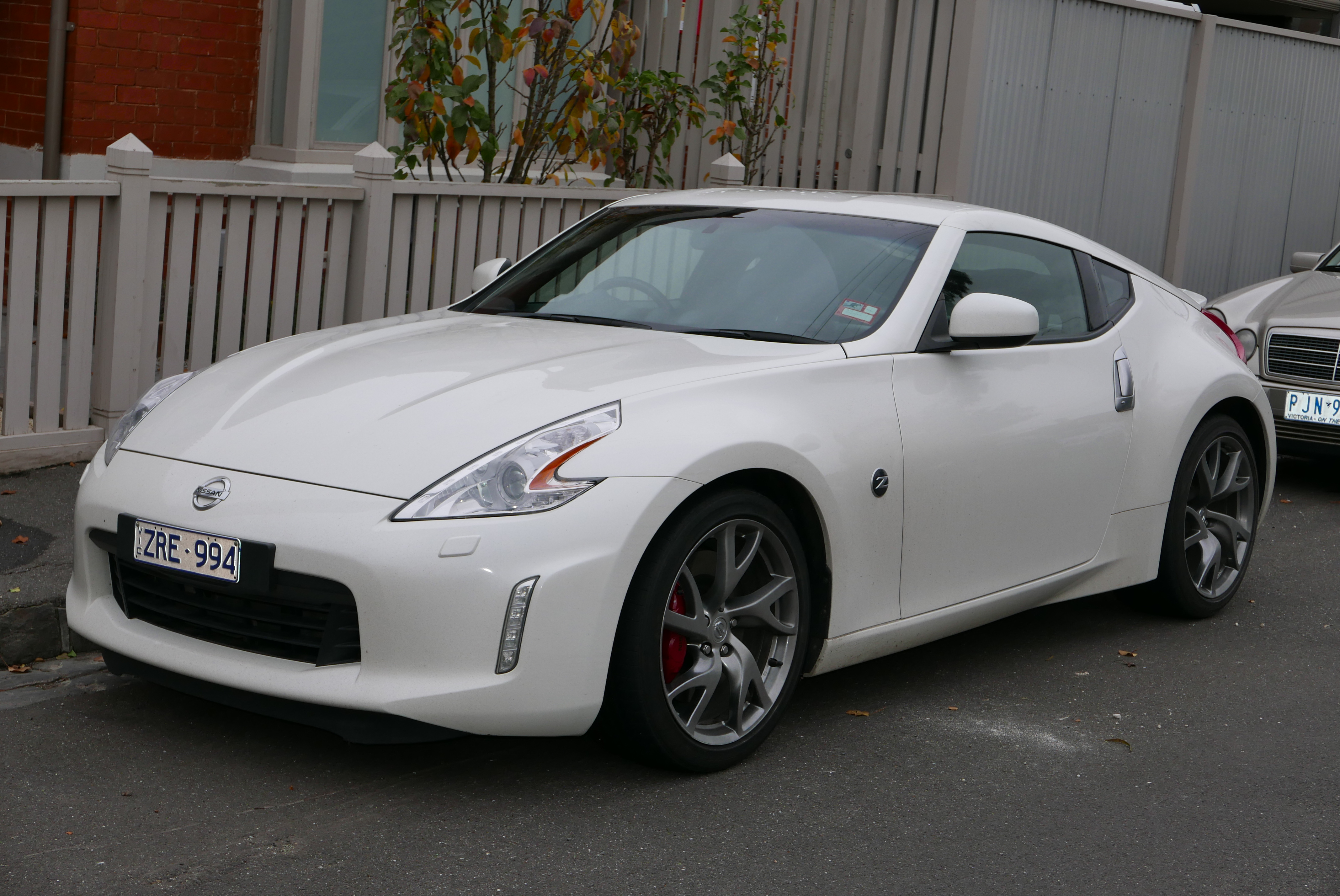
Nissan 370Z restyling 2013

A giugno 2013 è apparso in Europa una versione leggermente modificata della 370Z. La versione aggiornata della 370Z coupé è stata presentata nel 2012 al Chicago Auto Show per il debutto mondiale, mentre la 370Z coupé e 370Z roadster sono stati presentati nel 2012 Salone di Parigi.
La forma della presa d'aria anteriore è stata cambiata e ampliata e sono stati montati delle luci diurne a LED dalla forma verticale agli estremi inferiori del paraurti. Altri cambiamenti riguardano un nuovo design dei cerchi da 18 pollici, due nuovi colori della carrozzeria, un nuovo allestimento Sport Package che comprende un nuovo design dei cerchi da 19 pollici, pinze dei freni rosse e nuovi ammortizzatori.

## Motorizzazioni
| Modello         | Disponibilità | Motore  | Cilindrata (cm³) | Potenza         | Coppia Massima (Nm) | Emissioni CO2 (g/Km) | 0–100 km/h (secondi) | Velocità max (Km/h) | Consumo medio (Km/l) |
| 3.7 V6          | dal debutto   | Benzina | 3696             | 241 kW (328 Cv) | 366                 | 249                  | 5.3                  | 250                 | 9.5                  |
| Roadster 3.7 V6 | dal debutto   | Benzina | 3696             | 241 kW (328 Cv) | 366                 | 262                  | 5.5                  | 250                 | 8.9                  |